# Jawaharlal Nehrustadion (Shillong)
Het Jawaharlal Nehrustadion is een multifunctioneel stadion in Shillong, een stad in India. 
In het stadion is plaats voor 22.000 toeschouwers. Tussen 2011 en 2013 is het stadion gerenoveerd. Tijdens deze renovaties werd er onder andere een kunstgrasveld neergelegd.
Het stadion wordt vooral gebruikt voor voetbalwedstrijden, de voetbalclub Shillong Lajong FC maakt gebruik van dit stadion. In maart 2025 werden er twee interlands gespeeld van het Indisch voetbalelftal. Een vriendschappelijk wedstrijd tegen de Malediven en een kwalificatiewedstrijd voor de Azië Cup tegen Bangladesh.